# Lída Engelová
Lída Engelová (* 14. května 1944 Praha) je česká divadelní a rozhlasová herečka, režisérka, scenáristka. Nejdéle působící žena-režisérka v českém divadelním prostředí.[zdroj⁠?!]

## Studium
1963–1967 Divadelní fakulta Akademie múzických umění, Praha, obor činoherní herectví

## Angažmá

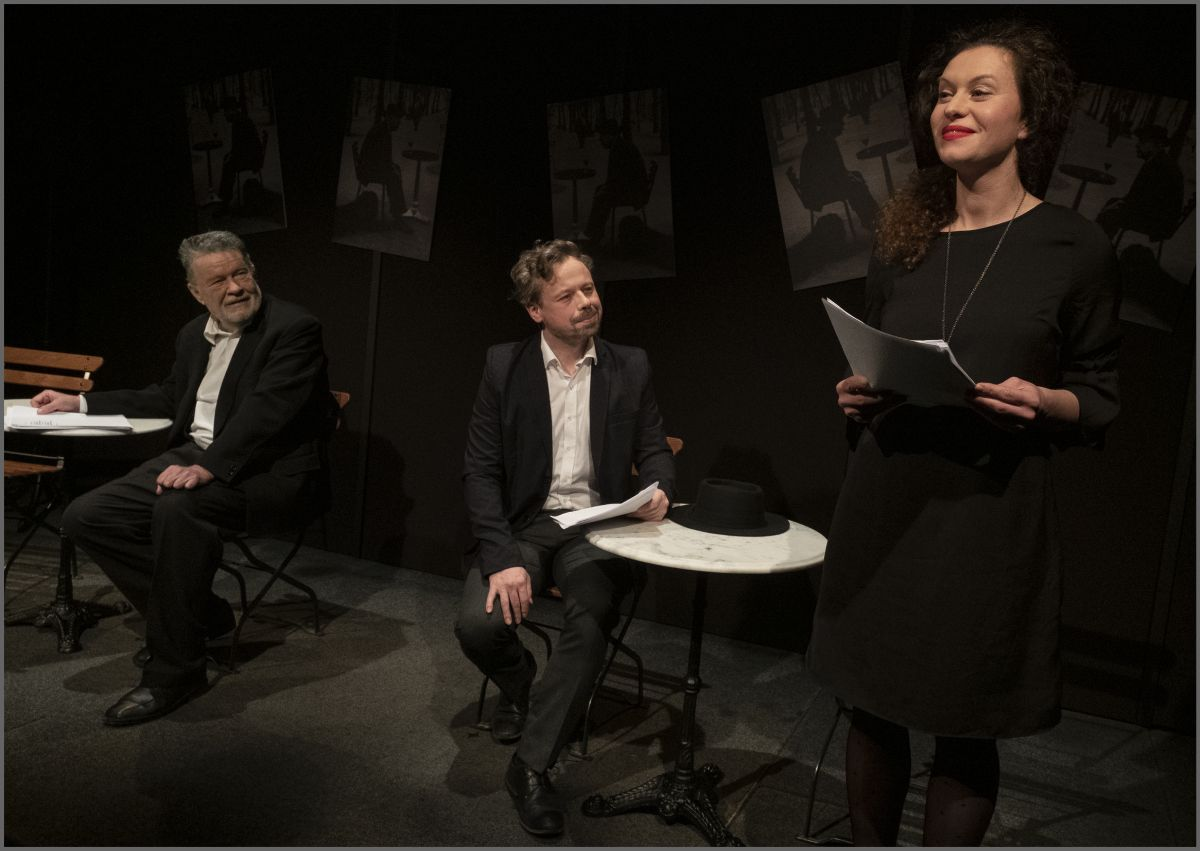
Pro tebe má lásko (Divadlo Viola, Praha, 2021); zleva Jaromír Meduna, Viktor Dvořák, Máša Málková (foto Viktor Kronbauer)

- 1. 9. 1967 – 30. 11. 1967, Divadlo hudby, režisérka
- 1. 1. 1968 – 31. 7. 1973, Národní divadlo Praha, asistentka režie
- 1. 8.1973 – 31. 7. 1987, Divadlo J. K. Tyla v Plzni, režisérka
- 1. 8. 1987 – 31. 7. 1990, Státní divadlo Ostrava, režisérka
- 1. 8. 1987 – 30. 6. 1988, Ústřední loutkové divadlo Praha, režisérka
- 1. 8. 1990 – 31. 7. 1993 Městská divadla pražská, režisérka
- 1. 8. 1993 – současnost: režíruje v různých divadlech, televizi, rozhlase, vystupuje v publicistických pořadech, hraje v rozhlase, televizi i ve filmu, píše odborné články.

## Mládí, studium
Po maturitě na gymnáziu váhala aktivní basketbalistka a zároveň členka dramatického gymnaziálního kroužku mezi studiem sportovní žurnalistiky a herectvím.  Ke studiu vysoké školy nedostala kvůli svému buržoaznímu původu doporučení uličního výboru KSČ (maminka byla za 1. republiky úřednicí na československém velvyslanectví v Bělehradě a tatínek celník), takže se rozhodla vylepšit si kádrový profil získáním výučního listu v oboru elektromontér v ČKD.
Na pražskou Divadelní fakultu Akademie múzických umění (DAMU) byla přijata napodruhé, v roce 1963. U prvních zkoušek na herectví jí bylo doporučeno studium režie a rok na to u přijímacích zkoušek na režii byla přijata na herectví pro nesporný komediální talent, který komise shledala. Pedagogy Lídy Engelové byli například Vlasta Fabiánová a Ota Sklenčka na herectví, Ota Ornest na režii nebo Daniela Musilová na jevištní řeč. Během studií statovala v Národním divadle a hrála v Divadle Na zábradlí, kde byla také asistentkou režie legendárních inscenací Vyrozumění (1965) Václava Havla a Proces (1966), Grossmanově dramatizaci stejnojmenného románu Franze Kafky, obě v režii Jana Grossmana. Na sklonku studií, v roce 1967, režírovala v pražském Divadle hudby. K 1. 1. 1968 jí Vítězslav Vejražka, pedagog DAMU a v té době také šéf činohry Národního divadla, nabídl místo asistentky režie.

## V angažmá

### Divadlo hudby (1967)
Vůbec první angažmá získala díky Jaroslavu Šedovi, uměleckému řediteli Gramofonových závodů Supraphon a řediteli pražského Divadla hudby. Znal první práce začínající režisérky v Divadle Viola, kde byl zároveň členem umělecké rady. Během kratičkého angažmá připravila např. úspěšně reprízovaný pořad Muzikály z Broadwaye.

### Národní divadlo Praha (1968–1973)
Do Národního divadla přišla v době, kdy zde působili režiséři Miroslav Macháček, Václav Hudeček, Alfréd Radok nebo Jaromír Pleskot. Během pěti sezón byla asistentkou režie patnácti inscenací a ztvárnila sedm rolí. I díky doporučení Národního divadla mohla získat stáž ve Velké Británii.

### Stáž v zahraničí (1970)
V roce 1970 obdržela tříměsíční stipendium pražské Britské rady a mohla vycestovat na studijní pobyt do londýnské Royal Shakespeare Company (RSC) a do divadel v Exeteru, Boltonu a Stoke-on-Trentu. V RSC se setkala, kromě jiných, s Peterem Brookem, jenž si ji vybral jako zahraničního pozorovatele záhy začínajících zkoušek inscenace Snu noci svatojánské ve Stratfordu nad Avonou. Zážitky a zkušenosti zaznamenala ve zkouškovém deníku Peter Brook a jeho Sen noci svatojánské, který prvně vyšel jako součást doslovu českého vydání knihy Petra Brooka Prázdný prostor (1988), a dále v sérii článků Royal Shakespeare Company ve Stratfordu 1970, které byly otištěny ve Zprávách Divadelního ústavu (1970) a na pokračování v časopise Amatérská scéna. Také další Brookovu činnost, počínaje nově založeným Mezinárodním centrem divadelního výzkumu v Paříži až do zatím posledního setkání v roce 2017, reflektovala v řadě odborných článků.

### Divadlo J. K. Tyla v Plzni (1973–1987)
Dalším jejím angažmá bylo plzeňské Divadlo J. K. Tyla, kam byla přijata šéfem činohry Otou Ševčíkem. Kromě Ševčíka zde režíroval ještě Ivan Šarše. Během 14letého působení zde nastudovala 42 inscenací kvalitního klasického i moderního, českého i světového repertoáru, který mohl být nasazen také zásluhou obratné dramaturgie Johany Kudláčkové, Máši Caltové a Evy Bezděkové.
Mezi nejúspěšnější inscenace tohoto období patří Naši furianti (1974) Ladislava Stroupežnického, Dívka se džbánem (1978) Lope de Vegy, Medea (1978) Jeana Anouilhe, Tři sestry (1980) A. P. Čechova, Srpnová neděle (1986) Františka Hrubína či Zahraj to znovu, Same (1986) Woodyho Allena.
Vyzkoušela si také režírování v netradičním prostoru, a to v Klubu mládeže Dominik (Dominik Centrum).  Nastudovala zde hru Roberta Patricka (1978) Kennedyho děti a československou premiéru hry Oldřicha Daňka Bitva na Moravském poli (1979).
Během plzeňského angažmá založily se Zdenkou Kratochvílovou Kapesní divadlo a sama ještě pohostinsky režírovala ve Východočeském divadle v Pardubicích, ve Státním divadle v Brně a Státním divadle v Olomouci, Realistickém divadle Zdenka Nejedlého v Praze, Divadle dětí Alfa Plzeň, Východočeském loutkovém divadle Drak Hradec Králové a pro Pražské kulturní středisko.
V olomouckém působení obzvláště zaujala inscenace Roberta Patricka Kennedyho děti (1978, v novém nastudování krátce po plzeňské premiéře) ve Studiu Fórum, což bylo sdružení herců Divadla Oldřicha Stibora v Olomouci, které se zde věnovalo studiové tvorbě pod vedením významných režisérských osobností, kromě ní to byli např. Arnošt Goldflam, Ivo Krobot či Ivan Balaďa. O pět let později zde ještě uvedla Pěnkavu s loutnou (1983) Antonína Přidala.

### Státní divadlo Ostrava (1987–1990)
Od počátku sezóny 1987/88 se stala kmenovou režisérkou činohry Státního divadla v Ostravě, kde krátce předtím ukončil své desetileté úspěšné působení Jan Kačer. Jako šéfové činohry se na konci 80. let vystřídali Karel Brynda a Stanislav Šárský. Dalšími stálými režiséry byli Bedřich Jansa a Karel Brynda. Během tří sezón LE uvedla 6 inscenací. K nejúspěšnějším režiím patřila Antigona (1988) Jeana Anouilhe, Příběh Jana Jakubce (1988) Heleny Albertové, Dáma není k pálení (1989) Christophera Frye nebo Wajdova dramatizace románu Zločin a trest (1990) F. M. Dostojevského.
V Ostravě prožila sametovou revoluci 1989, stala se mluvčí stávkového výboru a Občanského fóra divadla.

### Ústřední loutkové divadlo (ÚLD) (1987–1988)
V ÚLD pracovala na čtvrt úvazku jednu sezónu, navázala na své předchozí zkušenosti s loutkami z Východočeského loutkového divadla Drak a z Divadla dětí Alfa. V ÚLD režírovala Cmíralovu a Klímovu dramatizaci Pošťácké pohádky (1988) Karla Čapka a Ďáblův most (1990) Mileny Markové.

### Městská divadla pražská (1990–1993)
Do Městských divadel pražských vedených Janem Vedralem přišla v euforickém porevolučním období, jejími kolegy režiséry byli Lucie Bělohradská, Miloš Horanský, Petr Palouš, Ladislav Vymětal, dramaturgy tu byli Ludmila Janská, Alena Kožíková a Martin Urban, později Jolana Součková, spolupracovala také s Evou Bezděkovou. Během tří sezón tu LE nastudovala 7 inscenací.
V československé premiéře uvedla komedii Petera Shaffera Andělika a laskavec (1990) a Summit (1991) Roberta D. MacDonalda, dále např. Wildeovu hru Jak je důležité míti Filipa (1991) a Ten, kdo utře nos (1991) Georgese Feydeaua.

## Bez stálého angažmá (od 1993)
Od roku 1993 byla tzv. na volné noze a režírovala pro Divadlo F. X. Šaldy v Liberci, Východočeské divadlo Pardubice, opět pro Moravské divadlo Olomouc a Divadlo J. K. Tyla v Plzni, Divadlo Viola a Divadlo Ungelt v Praze, pražské agentury Victoria Public Affairs a Agenturu AP-Prosper, pro Středočeské divadlo Kladno, Divadlo Kolowrat pražského Národního divadla a Divadlo Na Jezerce, Klicperovo divadlo v Hradci Králové, pražské Divadlo DISK a Dejvické divadlo, opět Městská divadla pražská, Divadlo Příbram, pražské Divadlo na Vinohradech, Agenturu Harlekýn a Divadlo Kalich.

### Kapesní divadlo (1973–1989)
Spolu s tanečnicí, klaunkou a mimkou Zdenkou Kratochvílovou založila pantomimickou skupinu Kapesní divadlo. Znaly se z Divadla Na zábradlí, u jehož zrodu Kratochvílová stála a v Pantomimě Ladislava Fialky 17 let působila.
Autorské Kapesní divadlo získalo nebývalou popularitu jednak svými inscenacemi pro děti, ale také díky pantomimické inscenaci pro dospělé.
V dětských představeních vystupovala postava klauna Animuka, kterou vymyslela Zdenka Kratochvílová s bývalým kolegou z Divadla Na zábradlí Richardem Weberem. K postavičce Animuka časem přibyl ještě klaun Anikrok, který na rozdíl od Animuka mluvil, ale zato nechodil. V této roli se vystřídala řada herců, někteří, jako Václav Vydra, Ivan Pokorný či Bob Klepl jen na pár představení, zato Miroslav Nohýnek a především Ladislav Mrkvička byli Animukovými dlouhodobými partnery. Poprvé se Animuk objevil v roce 1974 v Pohádkách o makovém mužíčkovi (jednalo se o propagační akci k vydání stejnojmenné knihy Františka Nepila) na scéně Domu dětské knihy Albatros v Praze na Perštýně, v roce 1976 následoval Klaun Animuk na stopě, Klaun Animuk už letí a o rok později Toulavý saxofón klauna Animuka. Pohádky sklidily velký úspěch u dětí v tehdejším Československu, ale i během hostování v řadě nejen evropských zemí (například v Mexiku a na Kubě). V roce 1981 měla v pražském Branickém divadle premiéru inscenace pro dospělé Šatna na pláži, one-woman show Zdenky Kratochvílové (představení je zachycené na záznamu Československé televize z roku 1983.) Během své činnosti divadlo hostovalo v 15 zemích světa a odehrálo asi 1300 představení. O Kapesním divadle natočil režisér Viktor Polesný v roce 1984 dokumentární film Jak se dělá klaun. Divadlo ukončilo svou činnost v roce 1989.

### Divadlo Viola
Do Divadla Viola, založeného v roce 1963, LE přivedla během studií na DAMU pedagožka Daniela Musilová. Od roku 1966 zde dosud (do roku 2021) LE režírovala 58 literárně-divadelních pořadů, které se vyznačovaly vytříbenou interpretací české a světové poezie a originální dramaturgií. Na mnohých se podílela také jako autorka a herečka. Jednu z prvních inscenací, text-fórum Moje blues (1966), tvořily verše Josefa Kainara v podání Josefa Abrháma a LE. Velkého ohlasu se dočkala inscenace The Gin Game (2001) Donalda L. Coburna. Blanka Bohdanová a Josef Somr, kteří ztvárnili hlavní postavy, získali za svůj výkon Cenu Thálie 2001. Dlouhou řadu let jsou ve stejném obsazení uváděny dramatizace povídek A. P. Čechova spolu s jednou aktovkou pod názvy: Tisíc a jedna vášeň (2003),  Nějak se to zvrtlo  (2007) a Když teče do bot (2016). Velice úspěšná je také původně rozhlasová hra Adresát neznámý (2004) od Kressmann Taylor, z poslední doby pak titul Koupila jsem husu, tak nevím podle předlohy Pavla Eisnera Chrám i tvrz a Skopové na porážku, dramatizace povídek Roalda Dahla. Verše Jacquese Préverta zní ve Viole již téměř padesát let, ponejprv v roce 1973 v pořadu Jako zázrakem, ve kterém LE účinkovala, přes několik dalších režií podle vlastního scénáře až k inscenaci Pro tebe, má lásko z roku 2021.

### Rozhlasová, televizní a filmová tvorba; gramodesky a CD
Režírovat, ale i hrát, v rozhlase začala LE již v 70. letech, během svého plzeňského období. Má na svém kontě přes 60 her a režií četby. V televizi režírovala více než deset pořadů, v dalších třiceti pěti hrála či vystupovala jako host. Jednou z posledních výrazných rolí byla Nina v seriálu České televize Čtvrtá hvězda. Hrála např. vychovatelku ve filmu Marian (rež. Petr Václav, 1996) či lékařku v Paralelních světech (rež. Petr Václav, 2001). Vedle toho účinkovala v několika rolích zachycených na LP deskách. Např. Jak dělat podobiznu ptáka (Supraphon, Diskotéka Mladého světa, 1973), podle scénáře a v režii Josefa Henkeho recitovala s Rudolfem Hrušínským verše Jacquese Préverta. V Modré růži, vzpomínkách Marie de Saint-Exupéryové a synových dopisech, které připravila LE původně pro Divadlo Viola, na LP desce účinkovala s Vlastou Fabiánovou (Supraphon, 1986). Dále připravila 20 audiokazet a CD pohádek pro děti.

### Inscenace v zahraničí
V roce 1984, v souvislosti s plněním dvoustranné kulturní dohody se Sovětským Svazem, dostala LE nabídku k režírování hry českého autora v některém ze sovětských divadel. Na sklonku roku 1985 se uskutečnila premiéra hry Jana Jílka Silvestr v Akademickém divadle Maxima Gorkého v Rostově na Donu, ve výpravě Jaroslava Maliny a s hudbou Zdeňka Šikoly. Inscenace byla úspěšná, spokojené bylo i ruské ministerstvo kultury, takže se LE do země mohla vrátit, a to v roce 1988 na pozvání leningradského divadla Experiment. Vybrala Grossmanovu dramatizaci Kafkova Procesu, hru, u jejíhož prvního uvedení asistovala v Divadle Na zábradlí v roce 1966. Inscenační tým pro leningradskou inscenaci tvořili opět scénograf Jaroslav Malina a skladatel Zdeněk Šikola, choreografkou byla Zdenka Kratochvílová, fotografoval Bohdan Holomíček. Premiéra prvního uvedení díla Franze Kafky na oficiální sovětské činoherní scéně se uskutečnila 4. dubna 1989. Jednou z hereček byla Lilian Malkina, kterou pro Čechy tak objevila právě LE. Zkušenosti jsou zachyceny v článku Kafka v Leningradě uveřejněném ve sborníku Dramatické umění '90. Stejný inscenační tým nastudoval tento text ještě v londýnském divadle Young Vic (1993), kde bylo s úspěchem uvedeno 40 repríz. V roce 2008 režírovala v Surgutském divadle v Surgutu (Severní Sibiř, Rusko) hru Sylvie dramatika A. R. Gurneye, ve výpravě Ivo Žídka a s hudbou Zdeněk Zdeňka.
V současnosti má LE na svém kontě přes 210 inscenací, na kterých se podílela jako autorka, režisérka či asistentka režie, herečka. Spolupracovala s více než dvaceti divadly a divadelními agenturami. Mezi její nejstálejší inscenační partnery patří skladatelé Zdeněk Šikola, Petr Mandel, Zdeněk Zdeněk, z výtvarníků to jsou Ivo Žídek, Ivana Brádková, Irena Greifová, Ludmila Pavlousková, Marta Roszkopfová, Jaroslav Malina.

## Ocenění
- 1980: Cena Zdeňka Hofbauera (ocenění za mimořádné tvůrčí činy v oblasti západočeského divadelnictví)
- 1979: Prémie Českého literárního fondu
- 1982: Medaile J. K. Tyla udělovaná Ministerstvem kultury ČR (za inscenaci Anna Kareninová v Realistickém divadle Zdeňka Nejedlého v Praze, premiéra 1. 10. 1982)
- 1994: Pamětní list u příležitosti 75. sezóny a navrácení původního názvu Národní divadlo moravskoslezské v Ostravě (za vynikající výkony v činohře v období let 1987-1989)
- 2003: DILIA udělila Čestné uznání za celoživotní mimořádnou uměleckou práci